# Vägnan
Vägnan är en sjö i Ovanåkers kommun i Hälsingland och ingår i Ljusnans huvudavrinningsområde. Sjön är 16 meter djup, har en yta på 1,63 kvadratkilometer och befinner sig 153,3 meter över havet.

## Delavrinningsområde
Vägnan ingår i det delavrinningsområde (680794-150677) som SMHI kallar för Utloppet av Vägnan. Medelhöjden är 204 meter över havet och ytan är 17,01 kvadratkilometer. Räknas de 375 avrinningsområdena uppströms in blir den ackumulerade arean 2 642,67 kvadratkilometer. Voxnan som avvattnar avrinningsområdet har biflödesordning 2, vilket innebär att vattnet flödar genom totalt 2 vattendrag innan det når havet efter 82 kilometer. Avrinningsområdet består mestadels av skog (66 procent) och jordbruk (12 procent). Avrinningsområdet har 1,78 kvadratkilometer vattenytor vilket ger det en sjöprocent på 10,5 procent.